# Pedro Venâncio
Pour les articles homonymes, voir Venâncio.
Pedro Venâncio, de son nom complet Pedro Manuel Regateiro Venâncio, est un footballeur portugais né le 21 novembre 1963 à Setúbal. Il évoluait au poste de défenseur.

## Biographie

### En club
Pedro Venâncio joue dans deux clubs au cours de sa carrière, défendant les couleurs du Sporting Portugal et du Boavista FC.

### En équipe nationale
International portugais, il reçoit 21 sélections en équipe du Portugal entre 1985 et 1991, sans inscrire de but,.
Il joue son premier match en équipe nationale le 25 septembre 1985, dans le cadre des éliminatoires de la Coupe du monde 1986  contre la Tchécoslovaquie (défaite 0-1 à Prague).
Son dernier match a lieu le 16 novembre 1991, dans le cadre des éliminatoires de l'Euro 1992 contre les Pays-Bas (défaite 0-1 à Rotterdam).

## Palmarès
Avec le Boavista FC :
- Vainqueur de la Supercoupe du Portugal en 1992

## Famille
Son fils Frederico Venâncio est également footballeur.